# Ermita de San Pelayo (Perazancas)

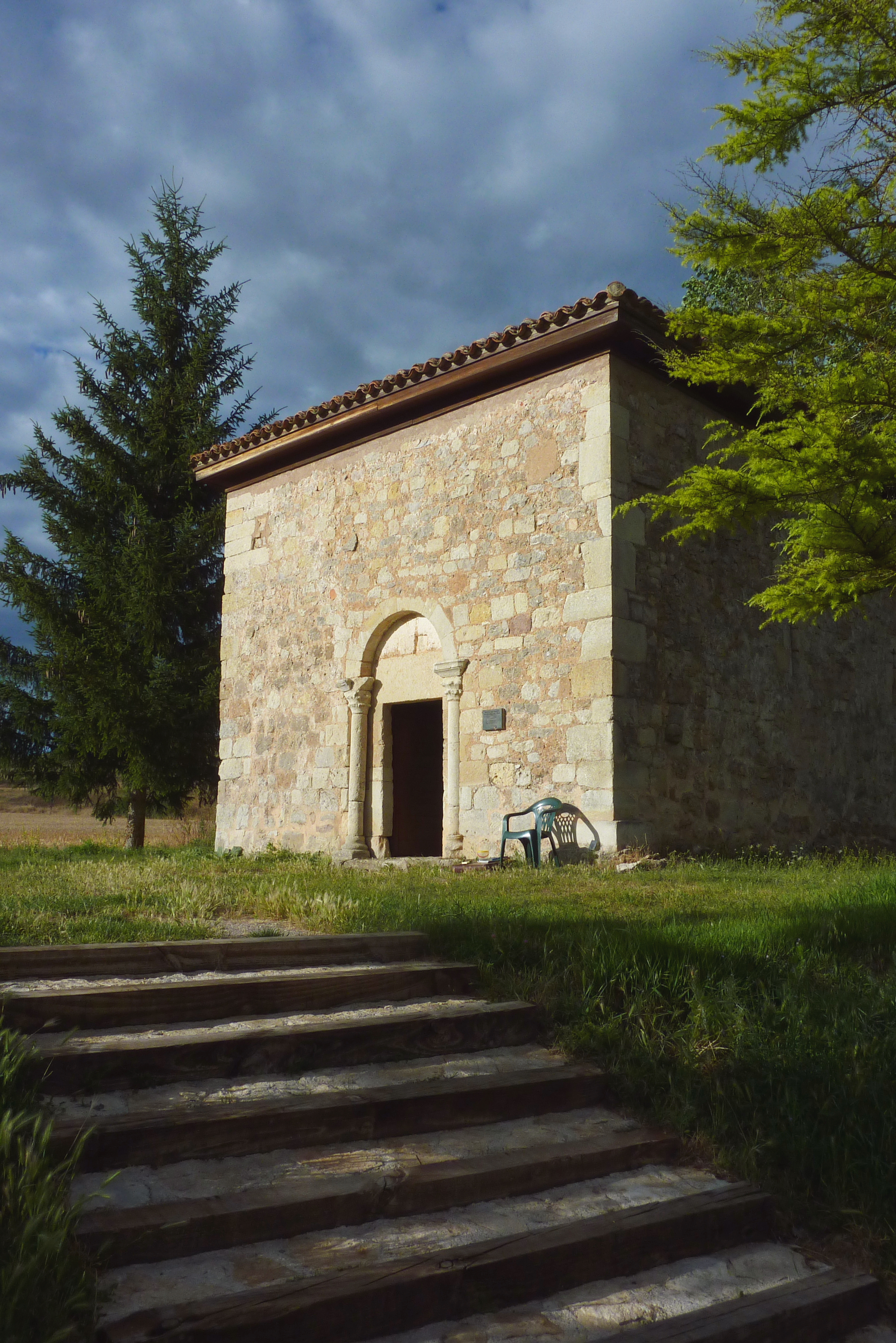
Vista parcial de la ermita.

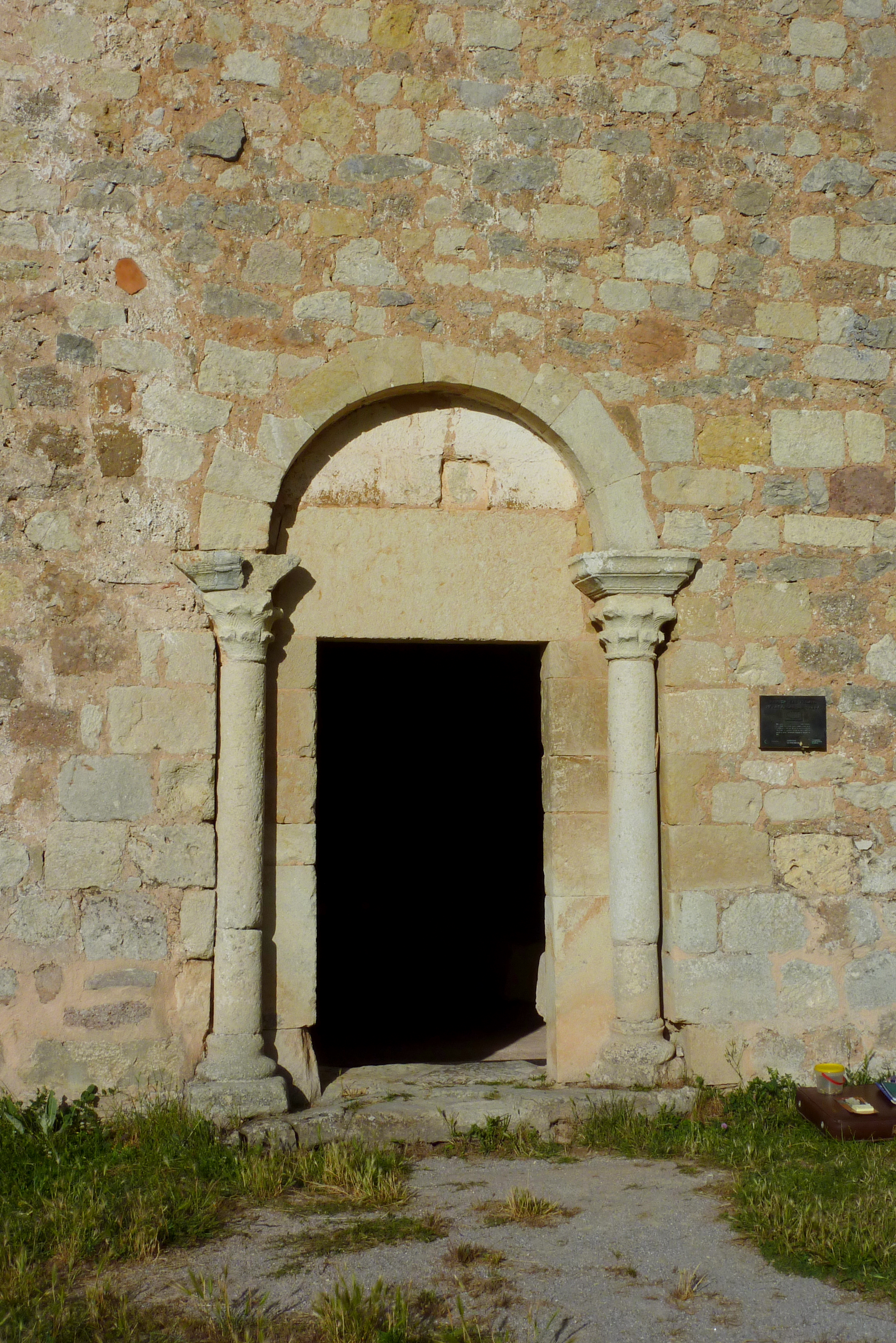
Entrada.

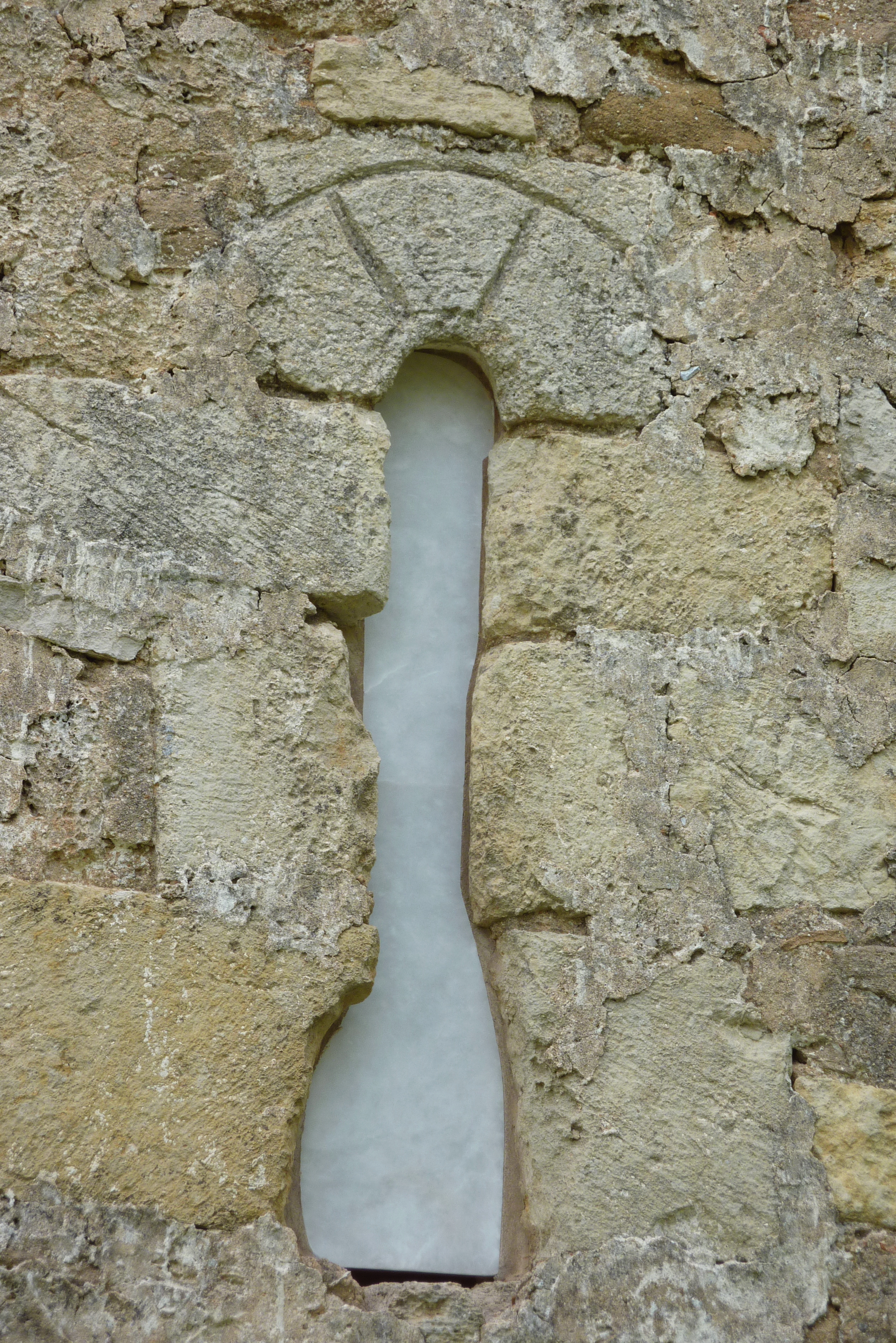
Detalle de la ventana.

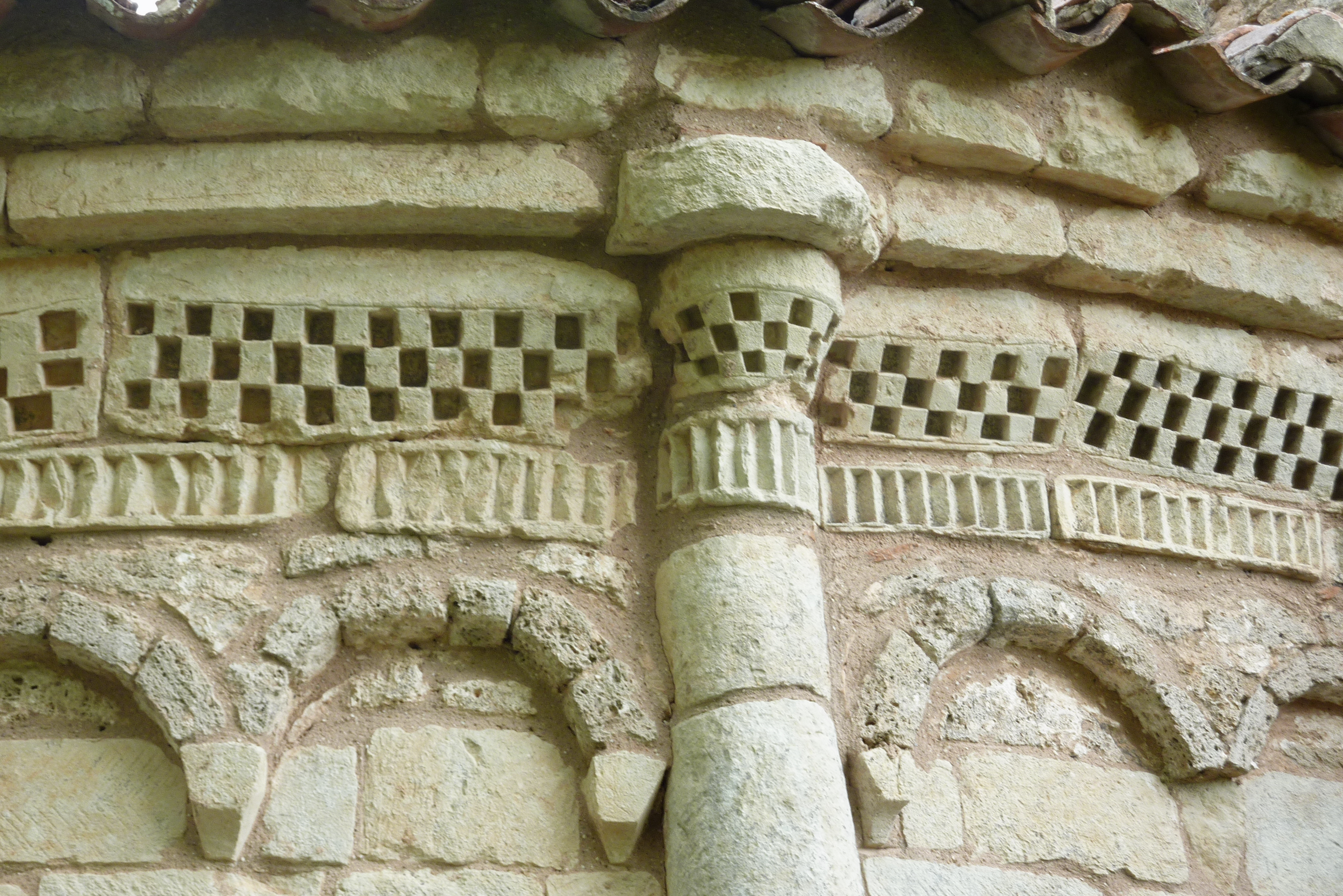
Detalle.

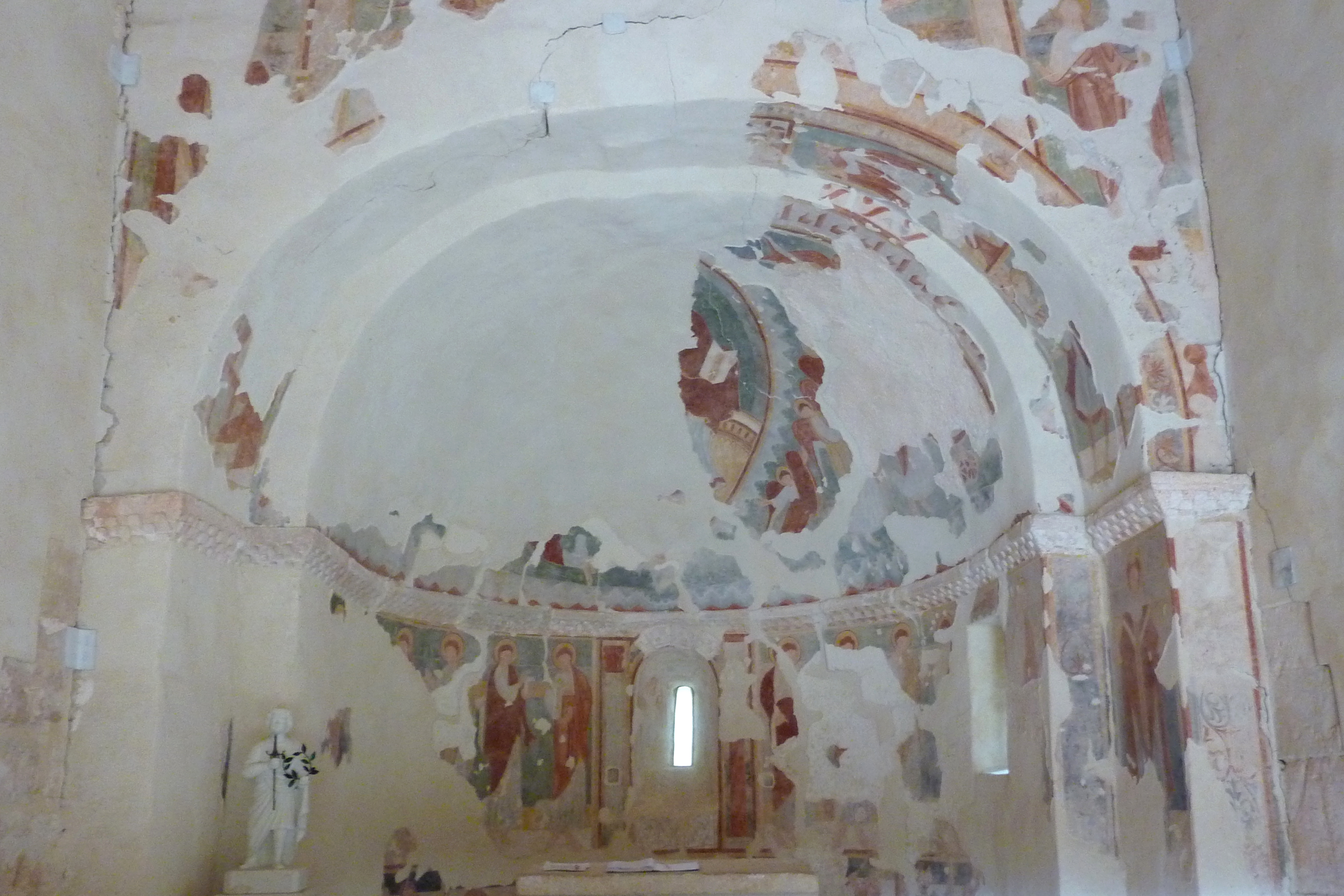
Pinturas.

La ermita de San Pelayo es un templo religioso que se encuentra en la localidad de Perazancas, municipio de Cervera de Pisuerga, en la provincia de Palencia, España.
Actualmente, está considerada como BIC (Bien de Interés Cultural) (fue declarada Monumento histórico-artístico perteneciente al Tesoro Artístico Nacional mediante decreto de 3 de junio de 1931).

## Edificio
Consta de una sola nave más ábside, siendo este el elemento más antiguo de la iglesia. La nave fue sin duda reconstruida o rehecha en algún momento, quizás debido a un incendio y de ella sólo se salvaron las puertas.
El ábside está construido en piedra de sillar bien trabajada. Es un raro ejemplo de construcción lombarda por estas tierras en que no se da otro caso igual. Presenta unos arquillos ciegos lombardos labrados de 3 en 3 y separados por columnas que no son monolíticas y que sustituyen a las tradicionales lesenas y un friso en esquinillas típicamente lombardo. Esta ornamentación se une al ajedrezado jaqués.
La puerta de acceso al templo está en la fachada de poniente (fachada de los pies). Tiene arco de medio punto que descansa sobre los cimacios de las columnas.